# Eschweilera nana
Eschweilera nana är en tvåhjärtbladig växtart som beskrevs av John Miers. Eschweilera nana ingår i släktet Eschweilera och familjen Lecythidaceae. Inga underarter finns listade i Catalogue of Life.